# 任于正
任于正（?—?），甘肅省涼州府武威縣人，清朝政治人物、同進士出身。
光緒十六年（1890年），参加光緒庚寅科殿試，登進士三甲94名。同年五月，授内阁中书。